# Antependium di Teramo
L'antependium di Teramo è un paliotto d'argento dorato destinato all'altare maggiore della locale Cattedrale, capolavoro di Nicola da Guardiagrele che vi lavorò per 15 anni, dal 1433 al 1448, come dichiara nelle iscrizioni a niello sull'opera stessa. 

## Storia
Fu realizzato per volontà di Giosia d'Acquaviva (feudatario della regina di Napoli Giovanna I), allo scopo di rimpiazzare un altro paliotto d'argento, che era di gran valore e veniva esposto nei giorni festivi, rubato nel 1416 nel corso dei disordini che seguirono l'ascesa al trono della regina Giovanna II d'Angiò alla morte del fratello Ladislao I d'Angiò.

## Descrizione
È costituito da trentacinque lamine d'argento dorato, sbalzate e cesellate, fissate in quattro file orizzontali su un supporto in legno di quercia e raccordate tra loro agli angoli da 22 tessere romboidali che recano raffigurazioni, vivacemente colorate a smalto traslucido, di san Giovanni, della Vergine col Bambino, di Cristo con l'orbe terrestre, di San Paolo e San Pietro, di nove Apostoli e otto Profeti; questi smalti sono stati accostati alla scuola del Maestro di San Silvestro all'Aquila. 
Sul bordo sono inseriti 26 triangolini con decorazioni floreali in smalto champlevé su fondo blu (uno dei quali è scrostato completamente).
Il tutto è racchiuso in una cornice d'argento che, secondo un'iscrizione, risale ad un restauro del 1734. 
La formella centrale, di doppia grandezza, reca un Cristo Redentore ed è affiancata sulla sinistra (di chi guarda) dagli Evangelisti e sulla destra da quattro Dottori della Chiesa; l'ultima scena rappresenta San Francesco riceve le stimmate mentre le altre narrano la vita di Gesù dall'Annunciazione alla Pentecoste.
Tali e tante sono le citazioni delle formelle della Porta Nord del Battistero di Firenze, che è stato ipotizzato un viaggio di Nicola da Guardiagrele in Toscana, dove avrebbe non solo studiato, ma addirittura preso dei calchi dell'opera realizzata tra il 1401 ed il 1424 da Lorenzo Ghiberti. A conferma di quest'ipotesi è l'influenza ghibertiana presente di tutta l'opera del guardiese a partire dalla Croce di Guardiagrele del 1431. 
| Annunciazione                 | Natività                | Adorazione dei Magi                       | San Giovanni Evangelista | Presentazione al Tempio        | Sant'Ambrogio      | Fuga in Egitto                              | Strage degli innocenti | Battesimo di Gesù                                       |
| Satana tenta Gesù nel deserto | Resurrezione di Lazzaro | Ultima Cena con Cristo e sei apostoli ... | San Matteo Evangelista   | Redentore benedicente in trono | San Gregorio Magno | ... gli altri sei apostoli dell'Ultima Cena | Preghiera nell'orto    | Bacio di Giuda e S.Pietro che taglia l'orecchio a Malco |
| Gesù dinanzi a Erode          | Flagellazione           | Gesù dinanzi a Pilato                     | San Luca Evangelista     | Sant'Agostino                  | Ecce Homo          | Salita al Calvario                          | Crocifissione          |                                                         |
| Deposizione nel sepolcro      | Discesa agli inferi     | Resurrezione                              | San Marco Evangelista    | Noli me tangere                | San Girolamo       | Ascensione                                  | Pentecoste             | San Francesco riceve le stimmate                        |

| Formelle non "ghibertiane" |
| Formelle "ghibertiane"     |

## Le attribuzioni

Paliotto del Duomo di Teramo.

Per la lunga e complessa realizzazione Nicola da Guardiagrele si avvalse dell'aiuto della sua bottega, infatti è possibile distinguere alcune delle personalità che vi contribuirono.
Sono state attribuiti alla mano del maestro il Redentore in trono, tre degli Evangelisti, la Tentazione di Gesù nel deserto, la Preghiera nell'orto, il Cristo deriso, la Crocifissione, l'Ascensione, la Natività, la Presentazione al tempio, la Fuga in Egitto, il Bacio di Giuda e, con qualche incertezza, San Gregorio e San Girolamo.
Si ritiene che la Salita al Calvario, il San Luca, parti degli altri Evangelisti e forse della Resurrezione di Lazzaro siano opera di un collaboratore di livello artistico molto inferiore.
Una mano ancora diversa viene denunciata da figure più incise ed affilate, come quelle dell'Ultima cena o della Strage degli innocenti.
Tra i collaboratori del guardiese spicca, per qualità artistica e raffinatezza tecnica, il cosiddetto "Maestro dell'Annunciazione" che sarebbe l'autore del Sant'Ambrogio, del Sant'Agostino, della Flagellazione, della Adorazione dei Magi (per quanto attiene alle figure dei Magi e della Madonna con Bambino), probabilmente del San Francesco riceve le stimmate e, appunto, dell'Annunciazione. 
In questa, che è la prima formella, l'arcangelo Gabriele, in ginocchio, porge il Bambino Gesù alla Madonna che, in piedi sulla destra, si ritrae come spaventata. Sopra di essi una sfera celeste, rappresentata da un semicerchio pieno di stelline dorate su sfondo azzurro, emana raggi, incisi sul fondo. Alla base c'è un'iscrizione con il saluto dell'angelo e l'anno di inizio della lavorazione dell'opera (1433); l'anno nel quale il paliotto è stato terminato (1448) è riportato nella formella del Seppellimento.